# باجا
بلدية باغا (بالكاتالانية: Bagà) هي إحدى بلديات مقاطعة برشلونة, والتي تقع في منطقة كاتالونيا، شرق إسبانيا.
يبلغ عدد سكانها 2.248 نسمة وفقاً لإحصائية سنة (2007).